# Patryk Rajkowski
Patryk Rajkowski (ur. 22 lutego 1996 w Śremie) – polski kolarz torowy, mistrz Europy juniorów w keirinie (2014), olimpijczyk z Tokio (2021).

## Życiorys
Jest zawodnikiem UKS Jedynka Kórnik.
Osiągał sukcesy na międzynarodowych imprezach mistrzowskich w kategoriach juniorskich i młodzieżowych. W 2013 zdobył brązowy medal mistrzostw Europy juniorów w sprincie drużynowym (razem z Mateuszem Rudykiem i Jakubem Stecko). W 2014 został mistrzem Europy juniorów w keirinie, a na tych samych zawodach zdobył także srebrny medal w sprincie drużynowym (z Marcinem Czyszczewskim i Michałem Lewandowskim) i brązowy medal w sprincie indywidualnie. W tym samym roku zdobył też dwa brązowe medale mistrzostw świata juniorów (w keirinie i sprincie drużynowym  - z Marcinem Czyszczewskim i Michałem Lewandowskim) oraz srebrny medal młodzieżowych mistrzostw Europy w sprincie drużynowym (z Mateuszem Lipą i Mateuszem Rudykiem). W 2015 został młodzieżowym wicemistrzem Europy w sprincie drużynowym (z Mateuszem Lipą i Mateuszem Rudykiem). Ten ostatni sukces ten powtórzył w 2017 (z Michałem Lewandowskim i Mateuszem Miłkiem).
Bez większych sukcesów reprezentował Polskę na międzynarodowych imprezach mistrzowskich w kategoriach seniorskich. W 2016 był piąty, w 2019 dwunasty na mistrzostwach Europy w keirinie. W tej samej konkurencji zajął 13. miejsce na mistrzostwach świata w 2018 oraz odpadł w eliminacjach podczas igrzysk europejskich w Mińsku (2019). Reprezentował Polskę na igrzyskach olimpijskich w Tokio (2021), zajmując miejsca: 8. (ostatnie) w sprincie drużynowym (z Krzysztofem Makselem i Mateuszem Rudykiem), 16. w sprincie indywidualnym i 27. w keirinie
W 2020 został mistrzem Polski seniorów w wyścigu na 1000 metrów ze startu zatrzymanego.
W 2021 roku wywalczył dwa brązowe medale  podczas Mistrzostw Europy rozgrywanych w Grenchen w sprincie drużynowym (jadąc w dryżynie z Maciejem Bieleckim i Mateuszem Rudykiem) oraz na dystansie 1000 metrów ze startu zatrzymanego.
Podczas Mistrzostw Europy, które odbyły się w Grenchen w 2023 roku wywalczył srebrny medal w keirinie.